# ディマジオ (小惑星)
ディマジオ (3767 DiMaggio) は小惑星帯の小惑星である。パロマー天文台でエレノア・ヘリンによって発見された。
メジャーリーグベースボールの野球選手で、マリリン・モンローと結婚したこともあるジョー・ディマジオから命名された。